# Macrocalamus gentingensis
Macrocalamus gentingensis är en ormart som beskrevs av Yaakob och Lim 2002. Macrocalamus gentingensis ingår i släktet Macrocalamus och familjen snokar. IUCN kategoriserar arten globalt som livskraftig. Inga underarter finns listade i Catalogue of Life.
Arten förekommer i Gentinghöglandet i norra Malaysia vid cirka 1000 meter över havet. Regionen är täckt av regnskogar och jordbruksmark. Ormen lever delvis underjordisk.